# Meneláos
Meneláos (starořecky Μενέλαος, latinsky Menelaus) je v řecké mytologii syn Átrea a Áeropé, král Sparty a manžel nejkrásnější ženy Heleny. Únos jeho manželky trojským princem Paridem zapříčinil trojskou válku, které se hrdinsky účastnil pod vrchním velením svého bratra Agamemnóna. Po dobytí Tróje a strastiplné cestě se nakonec s manželkou Helenou vrátil do Sparty a vládl zde až do své smrti.

## Mytologický příběh

### Mládí
Jako mladík byl donucen i se svým bratrem Agamemnónem uprchnout z rodných Mykén, když jeho strýc Thyestés jejich otce zavraždil a usiloval i o jejich život. Bratři našli útočiště u spartského krále Tyndarea. Po krátké době se oženil s jeho nevlastní dcerou Helenou. Jejím otcem byl nejvyšší bůh Zeus, kterému se zalíbila králova manželka Léda. Klytaimnéstra, Helenina sestra-dvojče, jejímž otcem byl Tyndareós, se stala ženou Agamemnónovou.
Helena byla široko daleko vyhlášená krasavice, ucházelo se o ni spousta urozených a statečných mužů, mezi nimiž byl např. i Patroklos, Odysseus, Aiás Větší či Idomeneus. Nápadníci se málem dostali do ozbrojených střetů, Tyndareós však odmítal nákladné dary a zároveň si netroufal žádného z mocných nápadníků odmítnout, aby si je neznepřátelil. Na Odysseovu radu došlo k tomu, že se všichni nápadníci zavázali slavnostní přísahou hájit manželskou čest toho, kterému se Helena nakonec dostane. Helena sama si nakonec vybrala Meneláa a měli spolu brzy dceru Hermionu. Když její otec, král Tyndareós zemřel, ona sama dosadila Meneláa na spartský trůn. Doba jeho klidné vlády a rodinné pohody však netrvala dlouho.

### Únos Heleny
Do Sparty přijel syn krále Priama, trojský princ Paris, v doprovodu svého bratrance Aineia. To bylo poté, co Paris rozhodoval o „té nejkrásnější“ mezi bohyněmi Hérou, Athénou a Afrodíté. Zvolil tu třetí, která mu slíbila lásku nejkrásnější ženy. Tou ženou byla Helena. Král Meneláos hosty přivítal se vší pohostinností a když jim představil svou manželku, Paris se do ní zamiloval na první pohled; také Helena mu byla nakloněna.
Meneláos měl povinnosti na Krétě, zanechal své hosty na starost manželce, kterou nabádal, aby jim ve všem vyhověla. Helena to vzala doslova: opustila manžela i malou dceru a odplula s Paridem do Tróje. Meneláos po návratu zjistil, že kromě manželky odvezl Paris také jeho pokladnici. To byla hrubá urážka, šlo o čest muže, ale také o hrubé porušení zásad pohostinnosti. To nemohlo zůstat nepotrestáno. Meneláos se vypravil do Mykén k bratru Agamemnónovi a žádal o pomoc.
Agamemnón radil nejprve odplout do Tróje spolu s chytrým ithackým králem Odysseem a požádat trojského krále Priama, aby Helena byla navrácena. Ale vyjednávání k ničemu nevedlo, Paris byl ochoten vrátit pokladnici, ne však Helenu.
Tak Agamemnón vyzval všechny řecké krále a hrdiny, aby mu (v souladu se svým dávným závazkem) pomohli potrestat tuto urážku, a vyhlásil Priamovi válku. Velká vojenská výprava slibovala bohatou kořist, takže se brzy shromáždilo na sto tisíc mužů a armáda vyplula k Tróji. Meneláos sám přivedl šest tisíc statečných bojovníků, kteří pod jeho vedením vynikali odvahou, ale také vojenskou kázní.

### Trójská válka
Trojská válka pak trvala dlouhých deset let - v prvních devíti se Achájci zdárně vylodili na pobřeží u Tróje, útočili na městské hradby, obléhali město, ale neúspěšně. Rozhodnout měl až desátý rok. Meneláos měl za sebou mnohé hrdinské činy, nejvíce se však mluvilo o třech.
- Vojsko už bylo unaveno a nespokojeno z dlouhých bezvýsledných bojů a tak na počátku desátého roku byli muži toho názoru, že mají-li vůdcové něco proti sobě, ať si to také mezi sebou vyřídí sami, v boji na život a na smrt. A tak Meneláos přijal výzvu k boji od Parida, nad nímž ochranně stála bohyně Afrodíta. Meneláos se ničeho nezalekl a bez větších potíží Parida porazil. Býval by ho zabil, ale Afrodíta ho zakryla mrakem a odnesla na vlastních rukou do bezpečí.
- Druhým Meneláovým velkým činem byla záchrana těla padlého hrdiny Patrokla, Achilleova přítele.
- Potřetí se vyznamenal při boji o hrad krále Priama. Byl jedním z bojovníků, kteří se ukryli v trojském koni, lstí se tak dostali za hradby města a způsobili jeho pád. Tam také v jedné z ložnic zabil Paridova bratra Déifoba, který po smrti Paridově se oženil s Helenou. Meneláos si Helenu vybojoval zpátky a vracel se s ní do Sparty jako vítěz. Heleně nikdy nic nevyčítal, protože jedině Parida vinil z jejího únosu.

### Po pádu Tróje
Cesta domů však nebyla šťastná. Nejprve u ostrova Lesbos zničila bouře jejich lodě, na další cestě bůh Apollón zabil kormidelníka Frontia, později u Kréty další bouře většinu lodí potopila, jiné roztříštila o pobřeží. Meneláovu loď zahnal vítr až do ústí Nilu. Protože tam neobětovali bohům, za trest museli ještě sedm let bloudit Egyptem a Libyí, než se dostali zpět k Nilu; tam mu mořský bůh Próteus poradil cestu domů, kde nakonec šťastně přistáli.
Polyainos ve svém díle Stratégéma uvádí, že když Meneláos s Helenou dorazili během cesty z Egypta na Rhodos, shromáždila Polyxo místní, aby pomstili smrt Tlepolema, jejich krále a jejího manžela, jež padl v Trojské válce. Meneláos však nechal převléknout nejkrásnější Heleninu služebnici za její paní a tu pak rozzuřený dav ubil.
Podle čtvrtého zpěvu Odysseie na jeho dvůr ve Spartě dorazil Odysseův syn Télemachos, zrovna když s Helenou chystali svatbu své dcery Hermioné s Neoptolemem a Helenina nevlastního syna Megapentha s dcerou Alektorovou. Taktéž je zmiňováno, že Meneláos z Diovy milosti, jako manžel jeho dcery, po smrti přebývá v blaženém Élysionu. Pausániás zmiňuje ve své Cestě po Řecku Meneláův chrám ve spartské Therapné, kde byl se svou manželkou Helenou pohřben.

## Hypotézy
Meneláovo manželství s Helenou, která je nejspíše dědičkou indoevropské bohyně zvané dcera Slunce, vedlo k několika hypotézám o jeho mytologickém významu. Martin L. West a Wendy Doniger se domnívají, že bratři Meneláos a Agamemnón, kteří Helenu zachraňují po únosu Paridem, mohou být funkční obdobou Dioskúrů, božských blíženců – v jiných indoevropských mytologiích manželů a zachránců dcery Slunce. O Helenu se bratři ucházeli společně: Agamemnón se účastnil osobně a nabídl největší cenu za nevěstu, ale protože již byl ženatý s Klytaimnéstrou, Heleninou sestrou, získal její ruku Meneláos.
Zajímavá je také svatební píseň ze Sparty obsažená v Theokritových Idylách, kterou měli na počest Heleniny svatby s Meneláem každoročně před úsvitem zpívat dívky ověnčené hyacinty před komnatou novomanželů. Tento rituál může být srovnán s lidovými jarními slavnostmi západní, severní a východní Evropy, spojenými s postavami jako jsou angličtí král a královna máje, nebo české královničky.
Miriam Robbins Dexter se domnívá, že jméno Meneláos vychází z řeckého μήν mén, „měsíc“ a srovnává tak tuto postavu s měsíčními božstvy jako je védský Sóma, nebo lotyšský Méness, kteří usilují o ruku dcer Slunce: Súrji a Saules meita, jež jsou pravděpodobně analogické Meneláově manželce Heleně. Rozdíl v délce, tedy men vs mén, vysvětluje faktem, že Homér psal v iónském dialektu, ve kterém se objevuje i výraz pro měsíc s krátkou samohláskou – μείς meis, a zároveň snahou o slovní hříčku vzhledem k výrazu μέν men, „být rozhodný“. Jméno Meneláos tak vyjadřuje jak měsíční, tak rozhodnou povahu jeho nositele. Podobnou etymologii a měsíční povahu M. R. Dexter přisuzuje také králi Memnónovi, který bojoval v Trojské válce na straně obránců, a byl synem bohyně úsvitu Éós a smrtelníka Tithóna.

## Odraz v umění
Meneláos byl častokrát zobrazen na vázových malbách, k nejznámějším patří:
- Meneláovo setkání s Helenou v Tróji (z 5. stol. př. n. l., dnes ve Vatikánském muzeu)
- sousoší Meneláos s Patroklovou mrtvolou je římská kopie řeckého originálu (z konce 3. stol. př. n. l., taktéž ve Vatikánském muzeu)